# Irene Dalby
Irene Karine Dalby (Stange, Noruega, 31 de mayo de 1971) es una nadadora retirada especializada en pruebas de estilo libre. Fue campeona de Europa en 400 metros libres y 800 metros libres durante Campeonato Europeo de Natación de 1991.
Participó en tres Juegos Olímpicos consecutivos en los años 1988, 1992, 1996.

## Palmarés internacional
| Campeonato Europeo de Natación | Campeonato Europeo de Natación | Campeonato Europeo de Natación | Campeonato Europeo de Natación |
| Año                            | Lugar                          | Medalla                        | Prueba                         |
| ------------------------------ | ------------------------------ | ------------------------------ | ------------------------------ |
| 1989                           | Bonn ( Alemania Occidental)    | Medalla de bronce              | 800 m libres                   |
| 1991                           | Atenas ( Grecia)               | Medalla de oro                 | 400 m libres                   |
| 1991                           | Atenas ( Grecia)               | Medalla de oro                 | 800 m libres                   |
| 1993                           | Sheffield ( Reino Unido)       | Medalla de plata               | 800 m libres                   |
| 1993                           | Sheffield ( Reino Unido)       | Medalla de bronce              | 400 m libres                   |
| 1995                           | Viena ( Austria)               | Medalla de bronce              | 400 m libres                   |
| 1995                           | Viena ( Austria)               | Medalla de bronce              | 800 m libres                   |